# ۱۶ محرم
۱۶ محرم، شانزدهمین روز از ماه محرم در تقویم هجری قمری است.
در تقویم هجری قمری قراردادی این روز شانزدهمین روز سال است.

## درگذشتگان
- ۱۲۳۷ - آنتونیوس شدیاق، کشیش و تاریخ‌نگار لبنانی.
- ۱۳۹۱ - حمدی اعظمی، حقوق‌دان عراقی.